# Scorzonera sericeo-lanata
Scorzonera sericeo-lanata là một loài thực vật có hoa trong họ Cúc. Loài này được (Bunge) Krasch. & Lipsch. miêu tả khoa học đầu tiên năm 1934.